# Nuoto ai campionati europei di nuoto 2024 - 400 metri misti femminili
La gara degli 400 metri misti femminili dei campionati europei di nuoto 2024 si è svolta il 19 giugno 2024 presso il Centro Sportivo Milan Gale Muškatirović di Belgrado.

## Podio
| Pos.    | Atleta             | Nazione  |
| ------- | ------------------ | -------- |
| Oro     | Anastasia Gorbenko | Israele  |
| Argento | Vivien Jackl       | Ungheria |
| Bronzo  | Zsuzsanna Jakabos  | Ungheria |

## Record
Prima della manifestazione il record del mondo (RM) e il record dei campionati (RC) erano i seguenti.
|  | 4'24"38 | Summer McIntosh | 16 maggio 2024 Toronto       |
|  | 4'26"36 | Katinka Hosszú  | 6 agosto 2016 Rio de Janeiro |
|  | 4'30"90 | Katinka Hosszú  | 16 maggio 2016 Londra        |

Durante la competizione non sono stati migliorati record.

## Programma
| Data           | Ora   | Turno    |
| -------------- | ----- | -------- |
| 19 giugno 2024 | 10:22 | Batterie |
| 19 giugno 2024 | 19:58 | Finale   |

## Risultati

### Batterie
| Pos. | Batteria | Corsia | Atleta                     | Nazionalità          | Tempo        | Note |
| ---- | -------- | ------ | -------------------------- | -------------------- | ------------ | ---- |
| 1    | 1        | 4      | Vivien Jackl               | Ungheria             | 4'39"30      | Q    |
| 2    | 1        | 3      | Zsuzsanna Jakabos          | Ungheria             | 4'41"31      | Q    |
| 3    | 1        | 5      | Viktória Mihályvári-Farkas | Ungheria             | 4'43"34      |      |
| 4    | 2        | 4      | Anastasia Gorbenko         | Israele              | 4'43"84      | Q    |
| 5    | 2        | 5      | Boglárka Kapás             | Ungheria             | 4'45"32      |      |
| 6    | 2        | 3      | Anja Crevar                | Serbia               | 4'47"78      | Q    |
| 7    | 1        | 6      | Lisa Nystrand              | Svezia               | 4'48"01      | Q    |
| 8    | 1        | 2      | Ada Hakkarainen            | Finlandia            | 4'49"84      | Q    |
| 9    | 2        | 2      | Louna Kasvio               | Finlandia            | 4'51"17      | Q    |
| 10   | 2        | 6      | Aleksandra Knop            | Polonia              | 4'53"21      | Q    |
| 11   | 2        | 1      | Tea Winblad                | Svezia               | 4'56"60      |      |
| 12   | 1        | 1      | Olivia Šprláková-Zmorová   | Slovacchia           | 4'57"98      |      |
| 13   | 2        | 7      | Annie Hegmegi              | Svezia               | 5'01"45      |      |
| 14   | 1        | 7      | Iman Avdić                 | Bosnia ed Erzegovina | 5'09"90      |      |
| DSQ  | 2        | 8      | Vivian Xhemollari          | Albania              | Squalificata |      |

### Finale
| Pos.    | Corsia | Atleta             | Nazionalità | Tempo        | Note |
| ------- | ------ | ------------------ | ----------- | ------------ | ---- |
| Oro     | 3      | Anastasia Gorbenko | Israele     | 4:36"05      |      |
| Argento | 4      | Vivien Jackl       | Ungheria    | 4'38"96      |      |
| Bronzo  | 5      | Zsuzsanna Jakabos  | Ungheria    | 4'40"24      |      |
| 4       | 6      | Anja Crevar        | Serbia      | 4'46"23      |      |
| 5       | 2      | Lisa Nystrand      | Svezia      | 4'18"15      |      |
| 6       | 1      | Louna Kasvio       | Finlandia   | 4'52"77      |      |
| 7       | 7      | Ada Hakkarainen    | Finlandia   | 4'55"12      |      |
| DSQ     | 8      | Aleksandra Knop    | Polonia     | Squalificata |      |